# Résolution 2 du Conseil de sécurité des Nations unies
Membres permanents
- Chine
- États-Unis
- France
- Royaume-Uni
- URSS

Membres non permanents
- Australie
- Brésil
- Égypte
- Mexique
- Pays-Bas
- Pologne

Résolution no 1 Résolution no 3
La résolution 2 est une résolution du Conseil de sécurité de l'ONU qui a été votée le 30 janvier 1946 et qui demande aux représentants de  l'URSS et de l'Iran de faire part au conseil de sécurité des résultats des négociations qu'ils se sont engagés à reprendre pour régler le différend en cours (la crise irano-soviétique qui fut la toute première épreuve de forces de ce qui allait devenir la guerre froide).

## Texte
- Résolution 2 sur fr.wikisource.org
- Résolution 2 sur en.wikisource.org